# Nørre-Rangstrup Kommune
Nørre-Rangstrup Kommune i Sønderjyllands Amt blev dannet ved kommunalreformen i 1970. Ved strukturreformen i 2007 blev den indlemmet i Tønder Kommune sammen med Bredebro Kommune, Højer Kommune, Løgumkloster Kommune og Skærbæk Kommune. Bevtoft Sogn kom dog til Haderslev Kommune.

## Toftlund Kommune
Inden kommunalreformen foretog Toftlund sognekommune og dens nabokommune en frivillig sammenlægning:
| Kommune  | Folketal september 1965 | Byer     |
| -------- | ----------------------- | -------- |
| Toftlund | 2.699                   | Toftlund |
| Tirslund | 548                     |          |
| I alt    | 3.247                   |          |

## Nørre-Rangstrup Kommune
Ved selve kommunalreformen blev Nørre-Rangstrup Kommune dannet ved sammenlægning af yderligere 4 sognekommuner med Toftlund Kommune:
| Kommune   | Folketal 1. januar 1970 | Byer      |
| --------- | ----------------------- | --------- |
| Toftlund  | 3.298                   |           |
| Agerskov  | 2.352                   | Agerskov  |
| Arrild    | 849                     | Arrild    |
| Bevtoft   | 1.419                   | Bevtoft   |
| Branderup | 774                     | Branderup |
| I alt     | 8.692                   |           |

## Sogne
Nørre Rangstrup Kommune bestod af følgende sogne, alle fra Nørre Rangstrup Herred undtagen Arrild, der hørte til Hviding Herred:
- Agerskov Sogn
- Arrild Sogn
- Bevtoft Sogn
- Branderup Sogn
- Tirslund Sogn
- Toftlund Sogn

## Borgmestre[3]
| Navn              | Parti   | Periode   |
| ----------------- | ------- | --------- |
| Ejnar Friis       | Venstre | 1970-1978 |
| Chresten Jacobsen | Venstre | 1978-1990 |
| Birte Thyssen     | Venstre | 1990-2002 |
| Ole Østvig Nissen | Venstre | 2002-2006 |

## Rådhus
Nørre Rangstrup Kommunes rådhus på Danavej 15 fortsatte som et administrationscenter indtil 2015, hvor Tønder Kommune samlede administrationen i Tønder. Herefter blev huset ombygget til Sundhedshuset Toftlund, der blev indviet 16. marts 2016.